# Каламазу (окръг, Мичиган)
Каламазу (на английски: Kalamazoo County) е окръг в щата Мичиган, Съединени американски щати. Площта му е 1502 km², а населението е 238 603 души (2000). Административен център е град Каламазу.